# Willy Schermelé
Willy (Wilhelmina) Schermelé (Amsterdam, 4 augustus 1904 – aldaar, 29 maart 1995) was een Nederlands actrice, illustratrice, journaliste en schrijfster. Toen zij onderwijs op de HBS volgde, kreeg zij lessen in tekenen van leraar Vyth en schilderles van Otto Hanrath.

## Biografie
In de periode tussen 1924 en 1927 trad zij op als actrice bij het gezelschap van Jan Musch in het Grand Théâtre te Amsterdam en bij de Stapperrevue. Ook speelde ze in Cyrano de Bergerac en Peer Gynt.
Modetekeningen voor De Telegraaf maakte zij in 1929, en later volgden bijdragen, waaronder gedichten en tekeningen, voor de kinderpagina. Een van haar bekendste boeken (en omstreden) is Het Groote Negerboek uitgegeven door van Van Holkema & Warendorf omstreeks 1932; Schermelé tekende hiervoor tientallen illustraties.
Voor 1940 tekende ze strips voor het 'Geïllustreerd Stuiversblad'. Daarbij waren De avonturen van Bartje en Zwartje (1931), Kater Kwik (1932), Jaap en zijn Aap (1932), De avonturen van Kees en Kikkie (1934) en Met z'n Drieën (1936).
Circa 1950 verscheen een serie van vier delen bij de Kempische Boekhandel in Turnhout met tekst en illustraties door Schermelé bestaande uit Roodkapje, Hans en Grietje, Klein Duimpje en Sneeuwwitje. In 1957 begon ze voor de uitgeverij Mulder & Zoon de Winkie-serie, waarin 12 deeltjes verschenen. Daarna illustreerde zij voornamelijk jeugdboeken en ontwierp ansichtkaarten gebaseerd op sprookjes. Ook was zij boekbandontwerper.
Schermelé was gehuwd met kinderboekenschrijver Henri Taal (1887-1960).